# Нижнетагильский автобус
Нижнетаги́льский авто́бус — система городского общественного транспорта в городе Нижнем Тагиле, один из видов городского общественного транспорта (вместе с трамваем, маршрутным такси и такси). Существует в городе с 1930-х годов.

## История
Первые автобусы были приобретены на паях у кузовной мастерской АМО (завода «Автомобильного Московского Общества») и доставлены в город в конце декабря 1929 года. Они представляли собой переделанные в этой мастерской грузовики АМО-Ф15. Впервые автобусы выехали на маршруты 1 января 1930 года. Автобусы АМО-Ф15 были плохо приспособлены для перевозки пассажиров, они конструировались как служебные и их использовали в качестве почтовых, санитарных или пожарных автомобилей. Проработали они недолго и дальнейшая судьба машин неизвестна.
В 1932 году «Уралвагонстрой» получил четыре автобуса АМО-4 от Григория Константиновича Орджоникидзе. Они предназначались для служебных целей, в частности перевозили рабочих из посёлка Вагонстроя в центр и обратно. Эти автобусы имели 22 сидячих места. Впоследствии строящийся Ново-Тагильский металлургический завод получил автобус «Форд-АА» и затем ещё три автобуса различных изготовителей.
В начале 1933 года заработал первый городской автобусный маршрут «Уралвагонстрой — Завод им. Куйбышева». Вторым был открыт маршрут до Рудника им. III Интернационала. Маршруты, однако, работали только для перевозки рабочих смен.
В последующие годы в город поставлялись улучшенные модификации АМО-4 — автобусы ЗИС-8, имевшие сходную с АМО-4 пассажировместимость и уровень комфорта. Однако новые ЗИС-ы стоили почти в 4 раза дороже «Форда» и были менее мощными (хотя и мощнее АМО-4).
К 1938 году в Нижнем Тагиле работало около 30 автобусов, из них шесть газогенераторных. Из-за малого количества они не составляли конкуренции трамваям, и оба вида общественного транспорта вместе не справлялись с пассажиропотоком, особенно в часы пик. Для доставки рабочих на предприятия использовали обычные грузовики, со съёмными скамьями и тентами.
В начале Великой Отечественной войны автобусы объединили в Нижнетагильскую автоколонну № 107, принадлежавшую городу. После войны колонна была реорганизована и получила индекс 10. В 1956 году на базе автоколонны было создано Нижнетагильское пассажирское автохозяйство, переименованное в 1965 году в Автоколонну № 1434. Основу парка автохозяйства составили старые автобусы ЗИС-8, ЗИС-16, ЗИС-154/155, однако большая их част использовалась напрямую предприятиями города. В 1958 году в автохозяйство стали поступать новые автобусы ЗИЛ-158.

## Современное состояние
Примерно половина автобусных маршрутов в 90-е годы и первые годы XXI века были закрыты из-за появления большого количества частных Газелей. Производственной объединение пассажирского автотранспорта (ПОПАТ) не могло конкурировать с частными перевозчиками, так как частные компании окутали своей маршрутной сетью весь город, а также создавали дублирующие маршруты популярных маршрутов ПОПАТа, интервал движения составлял всего 5 минут. На маршрутах ПОПАТа выходило все меньше и меньше автобусов, интервал составлял 1 час, на каждом маршруте работал всего 1 автобус, некоторые маршруты закрывались. В 2010 году город закупил 34 новых автобуса, из которых 28 были автобусы большой вместимости марки ЛиАЗ-5256 и отдал эти автобусы частным перевозчикам на обслуживание городских маршрутов. С этого времени ПОПАТ перестал обслуживать городские маршруты, и остался только на пригородных направлениях (за исключением 3-х заказных маршрутов на предприятия). Новые ЛиАЗы частники поставили на те маршруты, которые ранее обслуживал ПОПАТ с тем же расписанием 1 рейс в час.
С 2014 года была создана единая городская маршрутная сеть, в которой объединили старые городские маршруты и маршруты частных перевозчиков.
С 2024 года свою деятельность начал автобусный парк НТ МУП "Тагильский трамвай", которому передали на обслуживание маршруты не выгодные частникам, но востребованные у жителей города.
На момент 2024 года перевозки осуществляются тремя частными предприятиями и одним муниципальным:
ООО «Техноком» Маршруты: 1, 11, 14, 23, 30, 31, 32, 34, 34р, 37, 49
ООО "Объединение «Союз-НТ»" Маршруты: 4, 5, 6, 8, 20, 21, 25, 27, 33, 35, 36
ООО «Фирма ТАС» Маршруты: 9, 10к, 16, 17, 17у, 50, 55, 56, 57
НТ МУП «Тагильский трамвай» Маршруты: 1с, 2, 3, 7, 13, 15, 19, 26, 36, 38, 44, 46, 58, 61, 65
ООО «УК НТ ПОПАТ» находится в состоянии ликвидации с 31.10.2023.
Но ЛиАЗы перевозчикам были не нужны, поскольку их парки составляют микроавтобусы марки Газель, и 2017 году ЛиАЗы, числившиеся за ООО «Тагилтранском» были проданы в г. Красноярск, а ЛиАЗы ООО «Фирма ТАС» списаны. Сейчас автобусы ЛиАЗ не используются.
В 2018 году частные фирмы, по распоряжению администрации города, частично сменили свой подвижной состав, вместо старых газелей закупили автобусы средней вместимости марки ПАЗ-3203. 
В 2021 году администрация города Нижний Тагил передала новые автобусы марки СИМАЗ-2258 в аренду трём частным перевозчикам: ООО «Фирма ТАС», ООО «Техноком» и ООО «Объединение "Союз НТ"» в количестве 17 единиц, которые использовались ими наряду с уже имеющимся автопарком. 
1 апреля 2024 года начало свою деятельность структурное подразделение НТ МУП «Тагильский трамвай», которое занимается автобусными перевозками. Автобусный парк состоит из 40 новых автобусов марки СИМАЗ-2258 и 17 автобусов этой же марки, которые были в аренде у частников.
По состоянию на апрель 2024 года ПАЗы обслуживают все частные маршруты, кроме 4, 5, 17, 17у на которых ранее работали Газели, интервал этих маршрутов составляет по факту от 30 минут и более.